# 韦夫尔
韦夫尔（法語：Vesvres，法語發音：[vɛvʁ]）是法国科多尔省的一个市镇，属于蒙巴尔区。

## 地理
韦夫尔（47°22'58"N, 4°31'55"E）面积4.15 平方千米，位于法国勃艮第-弗朗什-孔泰大區科多尔省，该省份为法国中东部省份，北起奥布省，西接涅夫勒省和约讷省，南至索恩-卢瓦尔省，东南接汝拉省，东临上索恩省，东北部与上马恩省接壤。
与韦夫尔接壤的市镇（或旧市镇、城区）包括：维托、伯里佐、布塞。

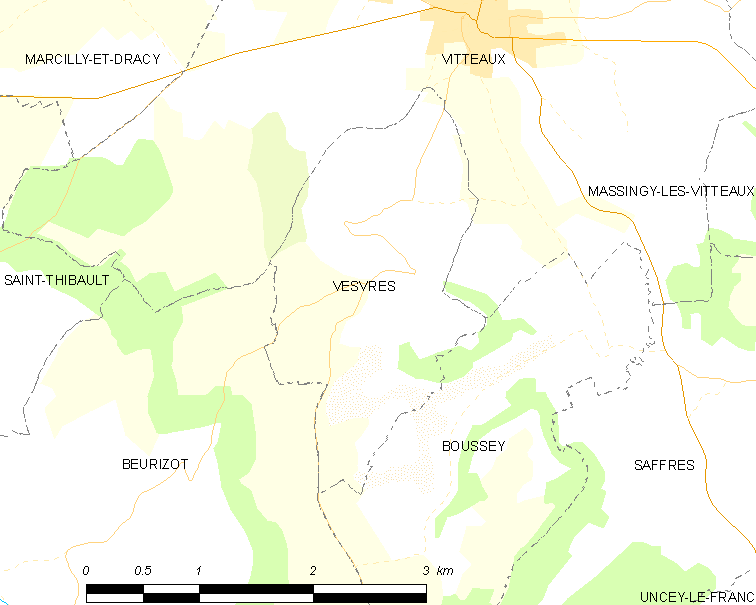
韦夫尔的OSM定位图

韦夫尔的时区为UTC+01:00、UTC+02:00（夏令时）。

## 行政
韦夫尔的邮政编码为21350，INSEE市镇编码为21672。

## 政治
韦夫尔所属的省级选区为欧苏瓦地区瑟米尔县。

## 人口

1962-2008年间韦夫尔人口变化图示

韦夫尔于2022年1月1日时的人口数量为29人。